# Manganberzeliite
La manganberzeliite (simbolo IMA: Mbzl) è un minerale e un arseniato molto raro del supergruppo del granato e del gruppo della berzeliite e ha la composizione chimica idealizzata Ca2+2Na+Mn2+2As5+3O12.

## Etimologia e storia
La prima descrizione di un minerale ricco di manganese, simile alla berzeliite, proveniente dalla miniera di Sjögruvan vicino a Långban, fu fatta nel 1886 da L.J. Ingelström con il nome di pyrrhoarsenite. Dopo che S.A.H. Sjögren determinò il contenuto di manganese nel 1894 in analisi chimiche più dettagliate che, se convertite in rapporti atomici, corrispondevano al contenuto di magnesio della berzeliite, Ingelström concluse che la sua pyrrhoarsenite era una varietà ricca di manganese di berzeliite e introdusse il nome mangan-berzeliit. Questo termine è stato poi usato in diverse grafie da diversi autori: manganese-berzeliite (Hintze 1922) o Mn-berzeliite (Landergren 1930).
Sjögren fu il primo a determinare il contenuto di sodio precedentemente trascurato della manganberzeliite già nel 1894. Fu solo nel 1930 che il contenuto di sodio fu dimostrato anche per la berzeliite, quando il mineralogista austriaco Karl Ludwig Felix Machatschki determinò la struttura del granato della berzeliite.
Nel 1972, Paul B. Moore effettuò un nuovo esame a raggi X degli arseniati di manganese della miniera di Sjö descritti da Ingelson e fu in grado di dimostrare che la pyrrhoarsenite di Ingelström corrisponde strutturalmente alla berzeliite. Propose di scartare il nome pyrrhoarsenite a favore di berzeliite, ma non presentò questa proposta alla Commissione per i Nuovi Minerali e la Classificazione dei Minerali (CNMMN) dell'IMA. A causa della scarsa descrizione del pyrrhoarsenite da parte di Ingelström, anche per le possibilità dell'epoca, il nome manganberzeliite, che è stato introdotto più tardi, è stato mantenuto fino ad oggi.
Le prime sintesi furono fatte nel 1968 da Jun Ito del Dipartimento di Scienze Geologiche dell'Università Harvard a Cambridge nel Massachusetts (Stati Uniti). È stato in grado di dimostrare che la berzeliite e il suo equivalente di manganese sono perfettamente miscibili e non sono più stabili a temperature superiori a 550 °C (1,5 kbar).
Nel 1995, Khorari e i suoi colleghi sono stati in grado di dimostrare con ulteriori indagini sui granati sintetici all'arseniato che la berzeliite è polimorfica e cambia nella struttura dell'alluaudite ad alte temperature.

## Classificazione
L'attuale classificazione dell'Associazione Mineralogica Internazionale (IMA) include la manganberzeliite nel supergruppo del granato, dove forma il gruppo della berzeliite con 15 cariche positive sulla posizione del reticolo coordinato tetraedrico insieme a berzeliite, palenzonaite e schäferite.
Nell'obsoleta, in parte ancora in uso, 8ª edizione della sistematica minerale secondo Strunz, la manganberzeliite apparteneva alla classe minerale di "fosfati, arseniati e vanadati" e quindi alla sottoclasse dei "fosfati anidri [PO4]3−, senza anioni estranei", dove veniva elencata insieme a palenzonaite, chladniite, fillowite, galileiite, johnsomervilleite, berzeliite, schäferite, stornesite-(Y) e xenophyllite con le quali formava il sistema nº VII/A.08.
La 9ª edizione della sistematica minerale di Strunz, valida dal 2001 e utilizzata dall'Associazione Mineralogica Internazionale (IMA), classifica anche la manganberzeliite nella classe "8. Fosfati, arsenati, vanadati" e da lì nella sottoclasse "8.A Fosfati, ecc. senza anioni aggiuntivi, senza H2O". Questa è ulteriormente suddivisa in base alla dimensione relativa dei cationi coinvolti, in modo che il minerale possa essere trovato nella suddivisione "8.AC Con cationi di media e grande dimensione" in base alla sua composizione, dove insieme a palenzonaite, berzeliite e schäferite forma il "gruppo della berzeliite" col sistema nº 8.AC.25.
Anche la sistematica dei minerali secondo Dana, che viene utilizzata principalmente nel mondo anglosassone, classifica la manganberzeliite nella classe dei "fosfati, arseniati e vanadati" e lì nella sottoclasse di "fosfati anidri, ecc." Qui è elencata insieme a palenzonaite, berzeliite e schäferite nel "gruppo della berzeliite" all'interno della suddivisione "38.02 Fosfati anidri ecc., (A+B2+)5(XO4)3".

## Chimica
La manganberzeliite ha la composizione idealizzata:
- {\displaystyle \mathrm {^{[X]}(Na^{+}Ca_{2}^{2+})^{[Y]}Mn_{2}^{2+}\,^{[Z]}As_{3}^{5+}O_{12}} }

è l'analogo del manganese della berzeliite {\displaystyle (\mathrm {^{[X]}(Na^{+}Ca_{2}^{2+})^{[Y]}Mg_{2}^{2+}\,^{[Z]}As_{3}^{5+}O_{12}} )} così come l'analogo dell'arsenico della palenzonaite {\displaystyle (\mathrm {^{[X]}(Na^{+}Ca_{2}^{2+})^{[Y]}Mn_{2}^{2+}\,^{[Z]}V_{3}^{5+}O_{12}} )}.
La seguente composizione è stata determinata per la manganberzeliite proveniente da diverse località:
- Varenche (Italia): {\displaystyle \mathrm {^{[X]}(Ca_{2,00}^{2+}Na_{1,02}^{+})^{[Y]}(Mn_{1,57}^{2+}Mg_{0,44}^{2+})^{[Z]}(As_{2,64}^{5+}V_{0,32}^{5+}Si_{0,01}^{4+})O_{12}} }
- Gozaisho (Giappone): {\displaystyle \mathrm {^{[X]}(Ca_{2,01}^{2+}Na_{1,01}^{+})^{[Y]}(Mn_{1,82}^{2+}Mg_{0,17}^{2+}Fe_{0,01}^{2+})^{[Z]}(As_{2,86}^{5+}V_{0,07}^{5+}Si_{0,04}^{4+})O_{12}} }

C'è una completa intercambiabilità tra magnesio e manganese nella posizione Y coordinata ottaedrica, corrispondente alla reazione di scambio:
- {\displaystyle {\ce {^{[E]}Mn^{2+}= \, ^{[Y]}Mg^{2+}}}}

La manganberzeliite proveniente dalla miniera di Varenche in Val d'Aosta è un cristallo misto con palenzonaite/schäferite secondo la reazione di scambio:
- {\displaystyle {\ce {^{[Z]}As^{5+}= \, ^{[Z]}V^{5+}}}}

La manganberzeliite proveniente dal giacimento di Jakobsberg vicino a Filipstad nella contea di Värmland, in Svezia, contiene fino al 20% mol% di palenzonaite (~0,6 apfu V5+).

## Abito cristallino
La manganberzeliite cristallizza nel sistema cubico nel gruppo spaziale Ia3d (gruppo nº 230) con 8 unità di formula per cella unitaria. Il cristallo misto naturale di Franklin, New Jersey, ha il parametro reticolare a = 12,500 Å. Il parametro reticolare della berzeliite sintetica pura è leggermente più grande: a = 12,52 Å.
La struttura è quella del granato. Il sodio (Na+) e il calcio (Ca2+) occupano la posizione X, che è dodecedrica circondata da 8 ioni ossigeno, il manganese (Mn2+) occupa la posizione Y, che è ottaedrica circondata da 6 ioni ossigeno, e la posizione Z, che è tetraedrica circondata da 4 ioni ossigeno, è occupata esclusivamente dall'arsenico (As5+).

## Origine e giacitura
La località tipo è il giacimento di skarn ferro-manganese di Långban nel comune di Filipstad, nella contea di Värmland, in Svezia. La manganberzeliite si trova qui negli skarn ricchi di manganese associata a ematite e richterite o hausmannite, barite, calcite e richterite. Questo giacimento di manganese estremamente ricco di minerali è la località tipo di oltre 70 altri minerali, per lo più molto rari.
Un altro giacimento simile in Svezia è la miniera di Sjögruvan vicino a Grythyttan nel comune di Hällefors, nella contea di Örebro, in Svezia. Qui, la manganberzeliite si trova insieme a calcite, dolomite, hausmannite e piombo.
In Italia, la manganberzeliite si trova nei giacimenti metamorfici di manganese della provincia di Cuneo in Piemonte, in Valle d'Aosta, in Liguria e in Lombardia. Sui cumuli di scorie della "miniera della Valletta" nella Valle Miara nel comune di Canosio, in Piemonte, è stata rinvenuta manganberzeliite insieme a braccoite, tiragalloite, gamagarite, ematite, palenzonaite, quarzo, saneroite e tokyoite.
In Svizzera, la manganberzeliite è stata trovata in diversi depositi metamorfici di manganese nella valle dell'Albula e presso il Reno Posteriore nel Canton Grigioni.
Nel deposito di manganese della miniera di Gozaisho vicino a Iwaki, nella prefettura di Fukushima, sull'isola di Honshū, in Giappone, la manganberzeliite si trova insieme a rodocrosite, egirina, albite e rodonite.
Il primo ritrovamento di manganberzeliite negli Stati Uniti è stato fatto da due collezionisti privati di Warwick e Westfield. Da una vecchia collezione, hanno acquisito reperti dalla miniera di Franklin, molto ricca di minerali, nel New Jersey. La manganberzeliite si trova qui in vene granulari che attraversano il minerale di franklinite-willemite.
Altri eventi documentati includono Mieslkopf e Unterweg nella Wipptal, in Austria, la miniera di rame-nichel di Palhal vicino ad Albergaria-a-Velha in Portogallo, il giacimento di ferro-manganese di Dzhumart vicino a Karaganda in Kazakistan, la miniera di Kombat vicino a Kombat in Namibia e la grotta di Alfredo Jahn vicino a Birongo nello Stato di Miranda, in Venezuela.

## Forma in cui si presenta in natura
La manganberzeliite si presenta sotto forma di masse lucide di resina, a grana fine, croste e riempimenti di fessure o cristalli per lo più xenomorfi di dimensioni raramente superiori a un millimetro. Il colore varia dal giallo all'arancio al brunastro con l'aumentare del contenuto di manganese.